# Toklat

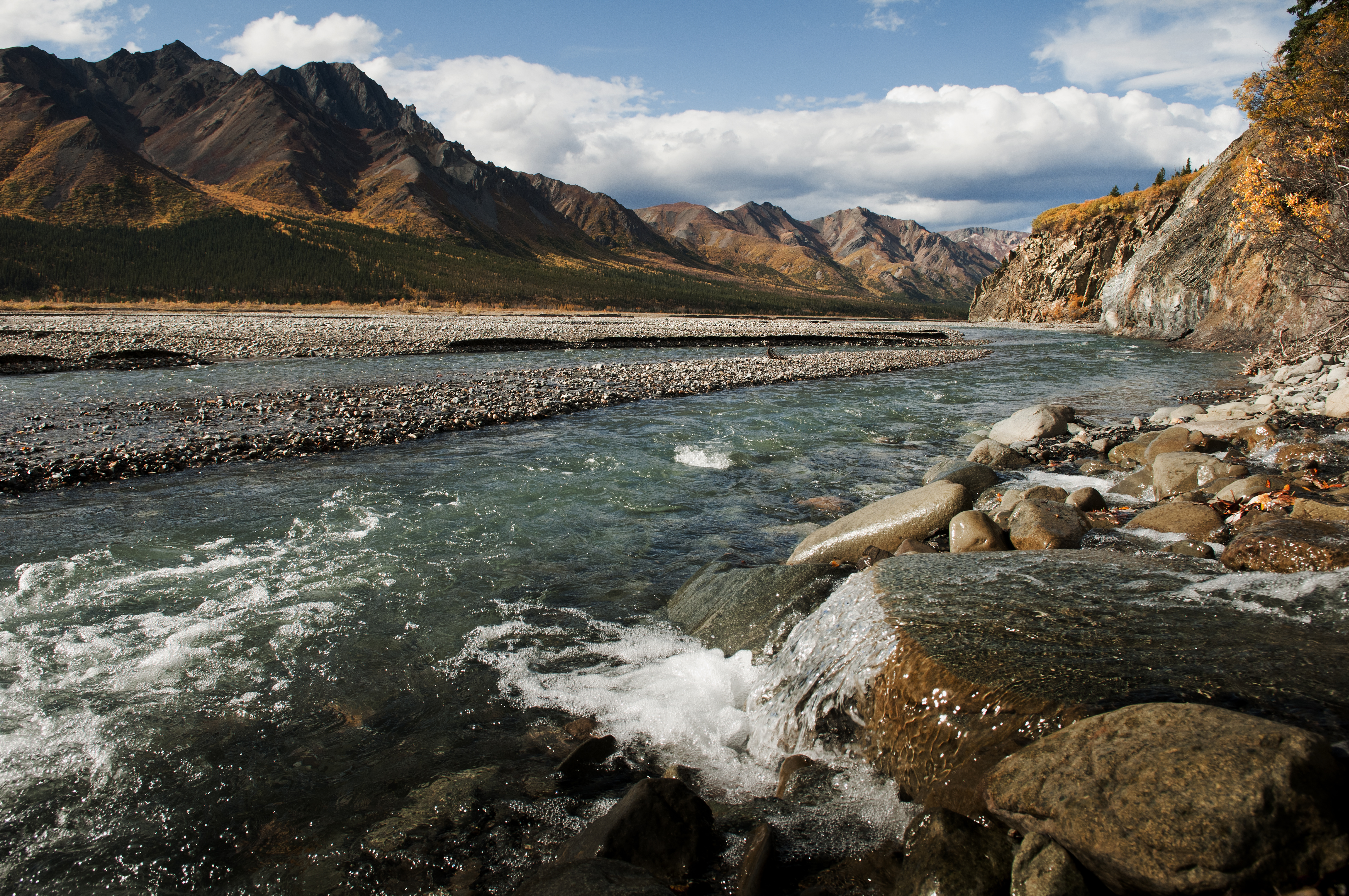
La Toklat dans le parc national et réserve de Denali.

La rivière Toklat est un cours d'eau d'Alaska, aux États-Unis située dans la région de recensement de Yukon-Koyukuk. C'est un affluent de la rivière Kantishna, elle-même affluent de la rivière Tanana, laquelle se jette dans le  fleuve Yukon.

## Description
Longue de 85 milles (137 km), elle se jette dans la rivière Kantishna à 50 milles (80 km) à l'est des monts Bitzhtini.

## Histoire
Son nom indien a été référencé sous Toclat River en 1885 par le lieutenant Allen, mais il s'agissait plutôt de la rivière Kantishna, le nom de Toklat a donc été attribué à un des principaux affluents de cette rivière.

## Sources
- (en) « Toklat », Geographic Names Information System